# Shlomo Glickstein
Shlomo Glickstein (Hebreu: שלמה גליקשטיין‎; Rehovot, 6 de janeiro de 1958) é um ex-tenista profissional israelense.

## Grand Slam finais

### Duplas: (1 vice)
| Resultado | Ano  | Campeonato       | Piso   | Parceiro       | Oponente                   | Placar             |
| --------- | ---- | ---------------- | ------ | -------------- | -------------------------- | ------------------ |
| Vice      | 1985 | Aberto da França | Saibro | Hans Simonsson | Kim Warwick Mark Edmondson | 6–3, 6–4, 6–7, 6–3 |